# Arnold Fortuin

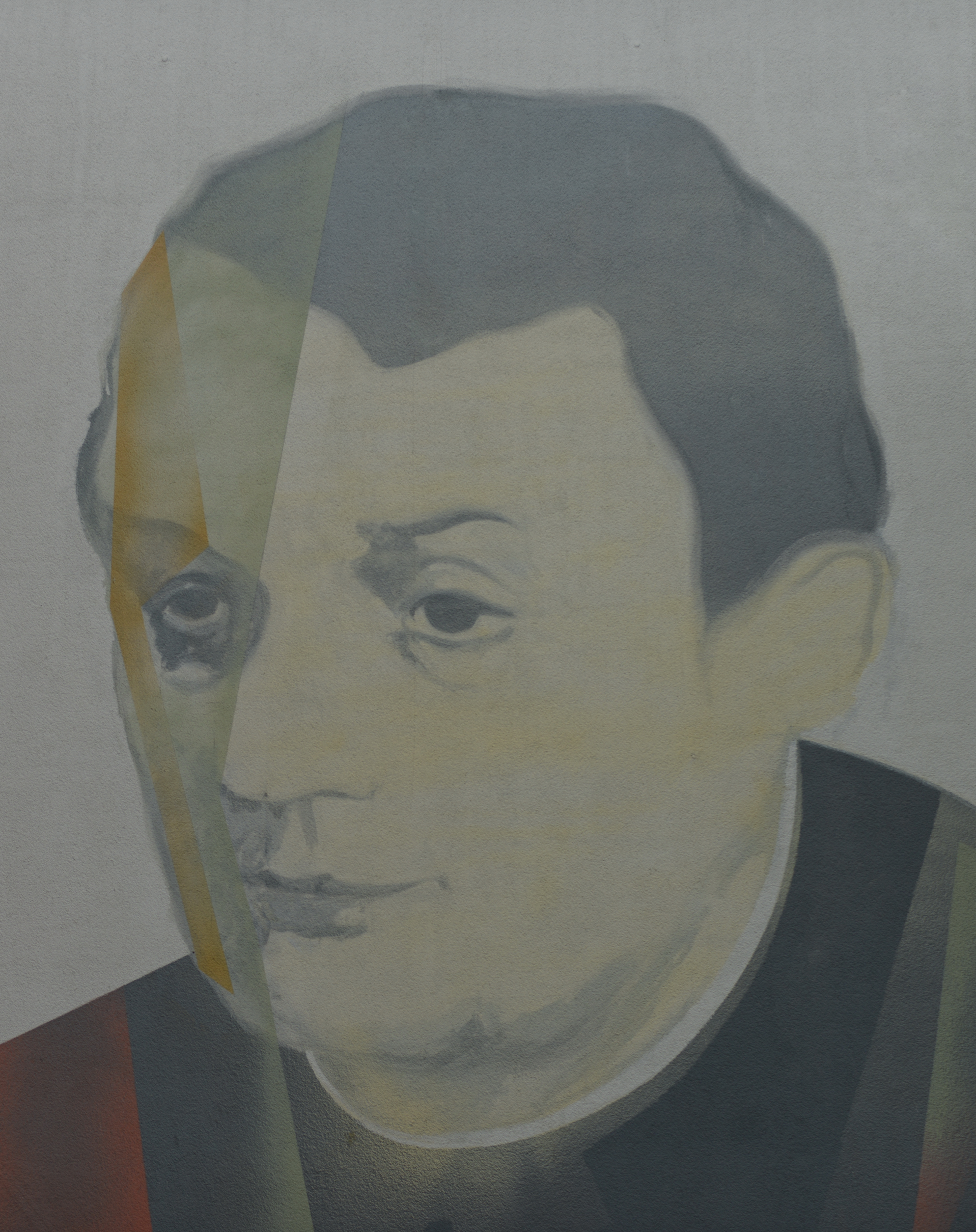
Porträt von Arnold Fortuin an einer Hauswand in Berlin

Arnold Fortuin (* 19. Oktober 1901 in Neunkirchen/Nahe; † 19. Juni 1970 in Illingen/Saar) war ein deutscher römisch-katholischer Geistlicher, der in der Zeit des Nationalsozialismus Hunderte von Sinti und Roma vor der Verfolgung durch den NS-Staat rettete.

## Leben
Fortuin besuchte das Gymnasium in St. Wendel und absolvierte dort das Abitur. Er studierte Theologie am Priesterseminar in Trier. Am 31. Juli 1927 wurde er im Dom zu Trier zum Priester geweiht. Er war zunächst Kaplan in der Pfarrei St. Michael in Saarbrücken und in Hönningen am Rhein. Während der Kaplanzeit in St. Michael/Saarbrücken lernte Fortuin mehrere Großfamilien von Sinti kennen, denen er seelsorgerisch und freundschaftlich bis zu seinem Lebensende verbunden war. 1932 gründete er eine Schule für Sinti. Zwischen 1933 und 1937 arbeitete er als Religionslehrer an einer Berufsschule in Bad Kreuznach. 1937 wurde er wegen seiner NS-kritischen Haltung von Bad Kreuznach nach Beuren strafversetzt.
Von 1937 bis 1950 war er Pfarrer in Beuren. Ab 1951 betreute er die Pfarrei St. Stephanus in Illingen und seit 1958 übernahm er die Funktion des „Definitors“ des Dekanats Illingen. Fortuin starb in Illingen und wurde auf dem Friedhof seiner Heimatpfarrei in Neunkirchen beerdigt.

## Tätigkeit während der Zeit des Nationalsozialismus
Im Jahr 1939 entstand in der Nähe von Beuren das SS-Sonderlager Hinzert. Nachdem im Oktober 1939 der sogenannte Festsetzungserlass ergangen war, durften Sinti und Roma in Deutschland unter Androhung von KZ-Haft ihren Wohnsitz nicht mehr verlassen. Ein halbes Jahr später wurden die ersten Roma und Sinti deportiert. Fortuin verhalf daraufhin zahlreichen Sinti und Roma, mit denen er seit seiner Zeit in Saarbrücken in Verbindung stand, zur Flucht nach Frankreich. 

## Nach der NS-Zeit
In der Nachkriegszeit trat Arnold Fortuin in den Wiedergutmachungsverfahren als "Anwalt" von Sinti auf.
Auf Anregung des Sinto Franz Lehmann fand 1955 die erste „Illinger Zigeunerwallfahrt“ zur Bergkapelle in Illingen statt.
Am 23. September 1965 ernannte der Vorsitzende der Deutschen Bischofskonferenz, Kardinal Julius Döpfner, Arnold Fortuin zum Seelsorger der Sinti und Roma in Deutschland.

## Ehrungen
Arnold Fortuin gilt als erster "Nationalseelsorger der Deutschen Sinti und Roma". In den 1970er-Jahren wurde im Kölner Stadtteil Roggendorf/Thenhoven eine Wohnsiedlung für Roma errichtet. Die Straße trägt den Namen Fortuinweg.
Im September 2012 wurde in Berlin-Neukölln das Arnold-Fortuin-Haus mit 137 Wohnungen für rund 600 Roma eröffnet, das von einer Immobiliengesellschaft der katholischen Kirche saniert wurde. Der Leiter des Projekts, Benjamin Marx, hatte seinerzeit Religionsunterricht bei Fortuin. Ein Wandgemälde an diesem Haus zeigt ein Porträt von Fortuin.
Am 20. März 2019 wurden in Illingen der Schwarze Weg in Arnold-Fortuin-Straße sowie die Gemeinschaftsschule in Fortuin-Gemeinschaftsschule umbenannt.